# Liskowa
Liskowa  lub Liskowy Wierch (959 m) – szczyt w Beskidzie Sądeckim. Znajduje się w bocznym, najdłuższym grzbiecie Pasma Jaworzyny. Grzbiet ten odbiega od Runka (1080 m) w południowo-zachodnim kierunku i poprzez Jaworzynkę (1001 m), Pustą Wielką (1061 m) i Zubrzy Wierch (870 m) opada do doliny Popradu w Żegiestowie-Zdroju. Liskowa nie znajduje się jednak bezpośrednio w tym grzbiecie, lecz w jego bocznej odnodze, która po południowej stronie Jaworzynki odgałęzia się we wschodnim kierunku. W tej bocznej odnodze oprócz Liskowej znajduje się wzniesienie Szczoby (838 m) i Czertezy (833 m). Wschodnie oraz północne stoki tej odnogi opadają do doliny potoku Szczawnik, zachodnie do doliny jednego z dopływów potoku Milik.
Dawniej były to tereny należące do Łemków z miejscowości Szczawnik. Nazwa „liskowy” w języku łemkowskim oznacza „laskowy”, tak więc nazwa tego szczytu pochodzi od leszczyny. Zachodnie stoki Liskowej i Czertez, oraz przylegające do nich wschodnie stoki Pustej Wielkiej są w dużym stopniu bezleśne, zajęte przez łąki. Łemkowie zostali w 1947 r. wysiedleni, ale ich pola i łąki były używane przez nowych, polskich osiedleńców. Pod Czertezem była bacówka i pasterstwo utrzymywało się tutaj dłużej, niż gdzie indziej. Dzięki temu tereny te są nadal trawiaste i widokowe. Obecnie na dawnych polach, łąkach i pastwiskach Łemków funkcjonują dwa wyciągi narciarskie ze Szczawnika (Szczawnik I i Szczawnik II). Wraz z 6 wyciągami z Wierchomli Małej tworzą one 8-wyciągową Stację narciarską dwie doliny Muszyna- Wierchomla.

## Szlaki turystyczne
– żółty z Muszyny przez Szczawnik i Czertezy do kapliczki pod Jaworzynką. 3.20 h, ↓ 2.45 h